# Saioa Hernández
Saioa Hernández del Río (Madrid, 26 de marzo de 1979) es una cantante lírica española que tiene tesitura de soprano. Inauguró la temporada operística del Teatro de La Scala de Milán el 7 de diciembre de 2018 con el rol de Odabella de la ópera Attila, dirigida por el director musical del teatro, Riccardo Chailly.Recibió la Medalla de Oro al Mérito en las Bellas Artes en 2021.

## Trayectoria
En su familia no había tradición musical y fue en su época de estudiante de Derecho de la Universidad Carlos III de Madrid donde se inició al entrar a formar parte del coro universitario. Comenzó su formación en canto y lectura musical con Lola Bossom y Santiago Calderón, estudió dirección coral con Nuria Fernández Herranz, también asistió al Conservatorio Teresa Berganza y se perfeccionó con Vicenzo Scalera, Renata Scotto, Montserrat Caballé o con el tenor Francesco Pio Galasso.
Comenzó cantando música barroca. Participó en diversos espectáculos como Antología de la Zarzuela en la plaza de toros de las Ventas producido por José Luis Moreno, en montajes de zarzuela de la compañía Ópera Cómica de Madrid como Los Descamisados y La verbena de la Paloma (2007), una Antología de Chapí en los Jardines de Sabatini dentro del ciclo madrileño Los veranos de la Villa (2009), en  las óperas Così fan tutte (2008) y Suor Angelica (2009) en el Centro Cultural Moncloa o las programadas en el teatro Compac Gran Vía de Madrid. En 2009 participó en los montajes de óperas como La traviata, Madama Butterfly o La bohème con la compañía Ópera Romántica. En 2010, acompañó en el escenario al tenor italiano Andrea Bocelli en el concierto que dio en el estadio de fútbol de Son Moix de las Islas Baleares ante unas 25.000 personas.

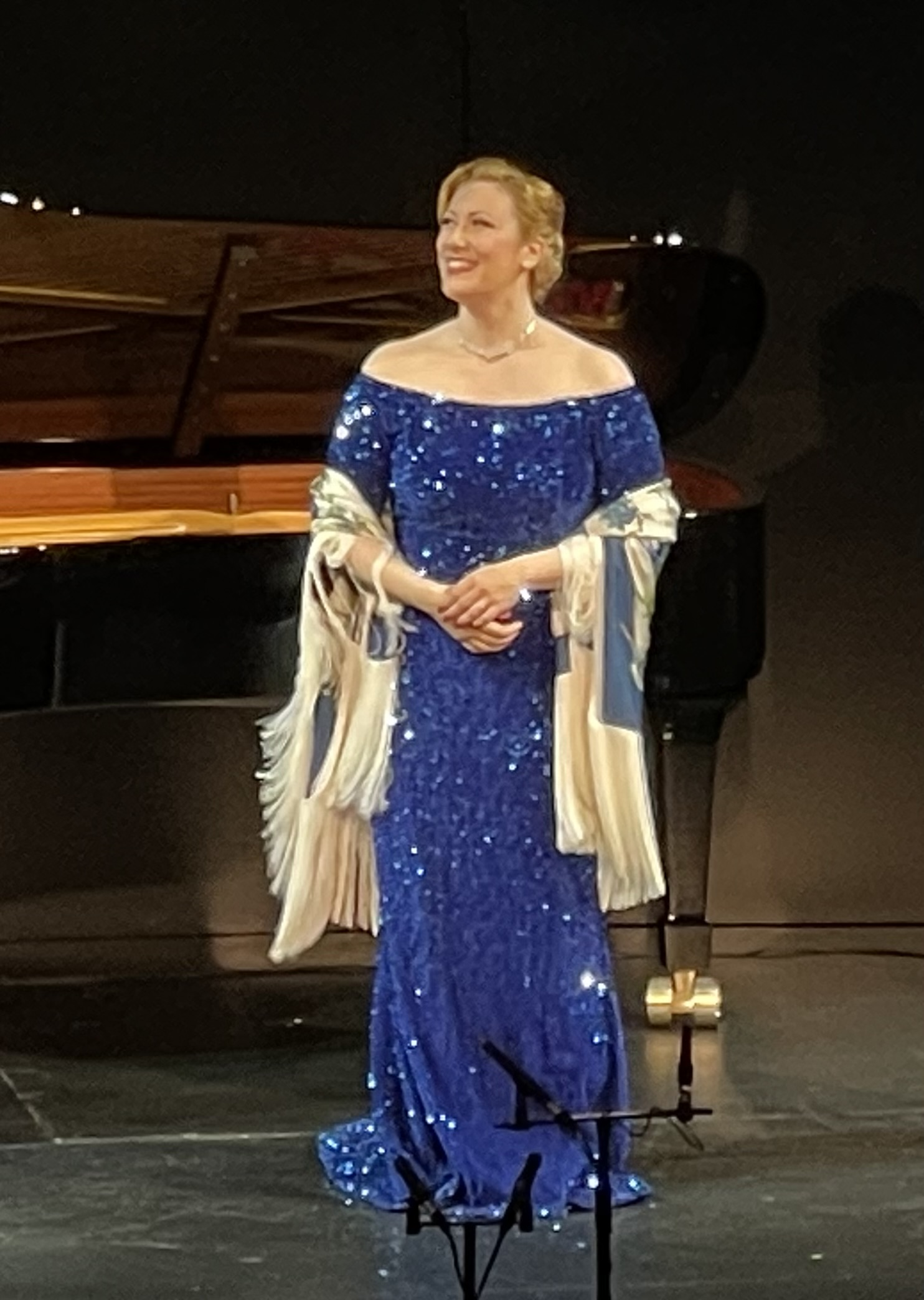
Saioa Hernández saludando tras concierto en el Teatro de la Zarzuela el 15/03/2021

El 7 de diciembre de 2018 inauguró con el papel de Odabella de la ópera Attila, la temporada del Teatro de La Scala de Milán bajo la dirección musical del maestro Riccardo Chailly y la dirección escénica de Davide Livermore. Se trata de un evento seguido por millones de personas aficionadas a la música que disparó su proyección internacional.  Posteriormente, volvió al Teatro de La Scala en diciembre de 2019, interpretando Tosca, de nuevo con la dirección de los maestros Chailly y Livermore. Entre agosto y septiembre de 2019, estuvo en el Festival de Verona que se celebra en la Arena de Verona con el papel de Floria Tosca de la ópera Tosca, dirigida musicalmente por el maestro Daniel Oren y artísticamente por Hugo de Ana. Ha actuado en otros teatros importantes entre los que cabe destacar la Ópera Alemana de Berlín entre noviembre de 2019 y enero de 2020, con el papel de Floria Tosca de la ópera Tosca, de la mano de Donald Runnicles y Yoel Gamzou y la dirección artística de Boleslaw Barlog. En mayo y junio de 2019, actuó en la Ópera Semper de Dresde dirigida por Kai Wellber y David Bösch en el papel de Abigaille de la ópera Nabucco. El Gran Teatro del Liceo de Barcelona la recibió con el papel principal de La Gioconda con dirección de Guillermo García Calvo y Pier Luigi Pizzi. El Teatro Colón de La Coruña ha contado en varias ocasiones con su presencia, la primera de ellas en septiembre de 2017 interpretando el papel de Amelia de Un ballo in maschera con la dirección musical de Ramón Tebar y escénica de Mario Pontiggia y al año siguiente, en septiembre de 2018 dando vida a la Imogene de Il pirata, dirigida por Antonello Allemandi y Xosé M. Rabón. El Teatro de San Carlo de Nápoles la vio interpretar en julio de 2017 a Leonora de Il trovatore en un montaje dirigido por Josep Caballé Domenech y Michal Znaniecki.En el Teatro Real de Madrid debutó como suplente en Un ballo in maschera en 2021 y de manera oficial en julio de 2022 interpretando el exigente papel de Abigaille en la ópera Nabucco de Verdi. Montserrat Caballé llegó a referirse a Hernández como "la diva del siglo XXI".

## Reconocimientos
Se ha presentado a varios concursos de canto internacionales donde ha obtenido buenos resultados. En 2009, tras haber quedado segunda el año anterior, ganó el Primer Premio del XII Certamen de Canto para Voces Jóvenes Premio Manuel Ausensi, que se celebró en el Gran Teatro del Liceo de Barcelona, donde uno de los miembros del jurado era Carlos Caballé, hermano de la soprano Montserrat Caballé, con quien la puso en contacto. Al año siguiente, logró el Primer Premio del Concurso Internacional de Canto Jaume Aragall, que se celebró en el Teatro Principal de Sabadell. También en 2010, obtuvo el Segundo Premio en el Concurso Internacional de Belcanto Vincenzo Bellini celebrado en el Teatro de los Altos del Sena, en Puteaux, Francia. Cuenta asimismo con el Tercer Premio de un concurso que se viene celebrando cada año desde 1983, el Concurso internacional de Canto Ciudad de Logroño de 2011.
En 2021 recibió la Medalla de Oro de las Bellas Artes, concedida por el Consejo de Ministros de España a propuesta del ministro de Cultura y Deporte.
El 27 de marzo de 2023 recibió el premio a Mejor Intérprete Femenina de Lírica, por su Abigaille de la ópera Nabucco producida por el Teatro Real, en la primera edición de los Premios Talía, que se celebraron en el Teatro Español de Madrid.